# Kitahiroshima
Kitahiroshima (en japonés: 北広島市 -shi;  es una ciudad en la Subprefectura de Ishikari, Hokkaido, Japón. Tiene 60.977 habitantes y un área total de 118.54 km².

## Universidades
Universidad de Dohto (道 都 大学 公式 サ イ ト)

## Escuelas secundarias
- Escuela Secundaria Hokkaido Kitahiroshima
- Hokkaido Kitahiroshima Nishi High School